# シェル エコマラソン

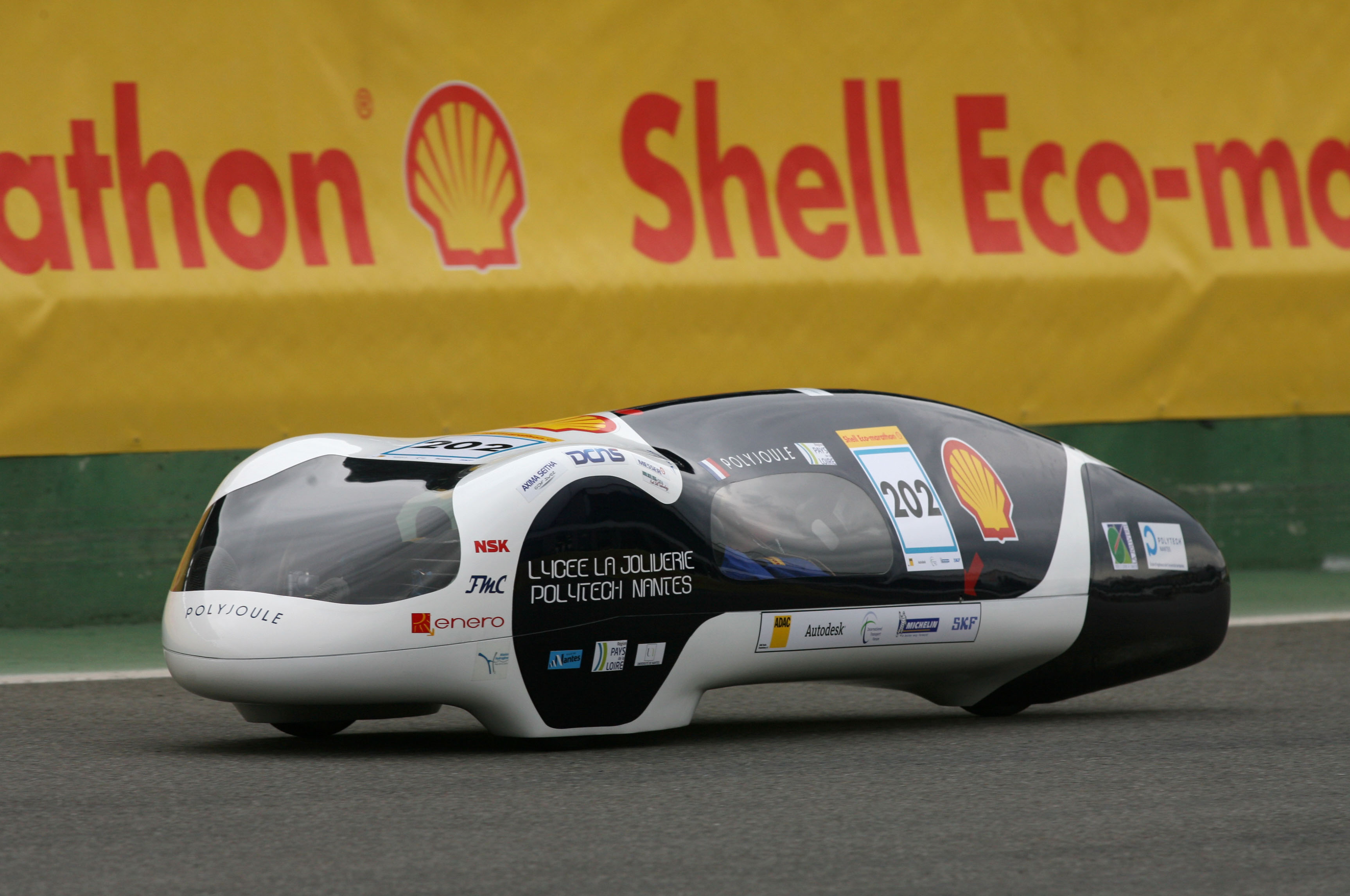
シェル エコマラソンの競技車両

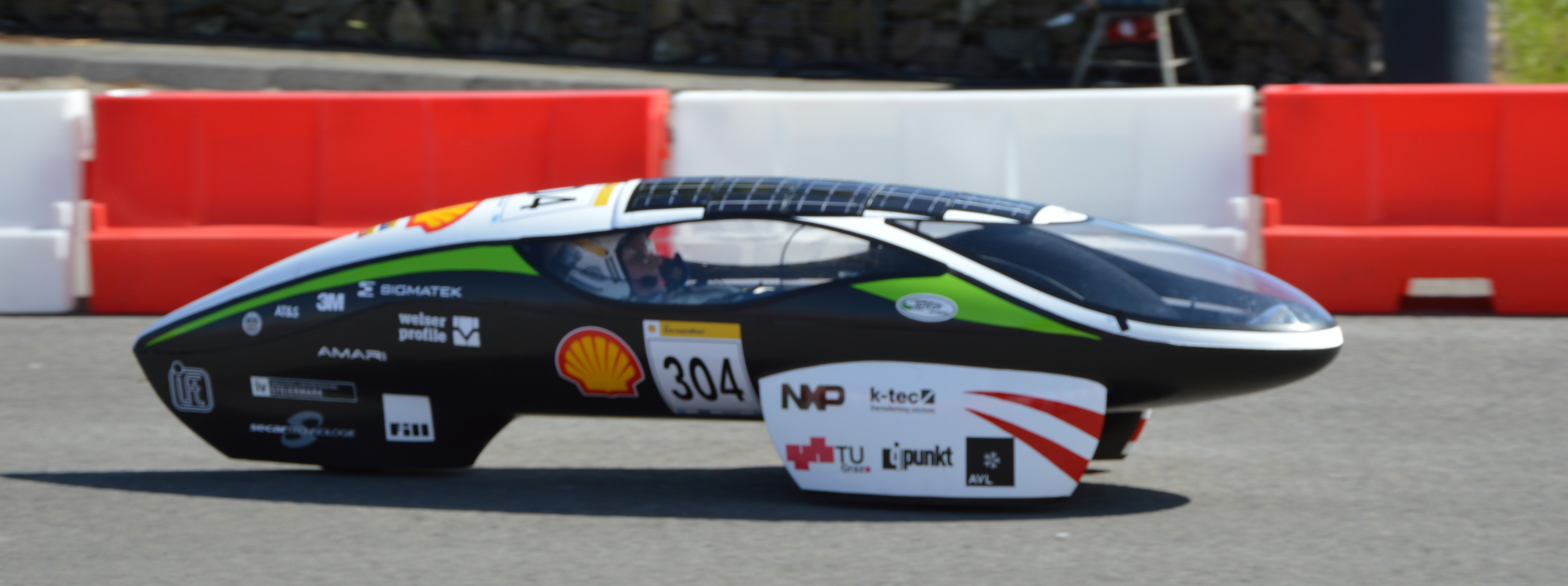
Fennek

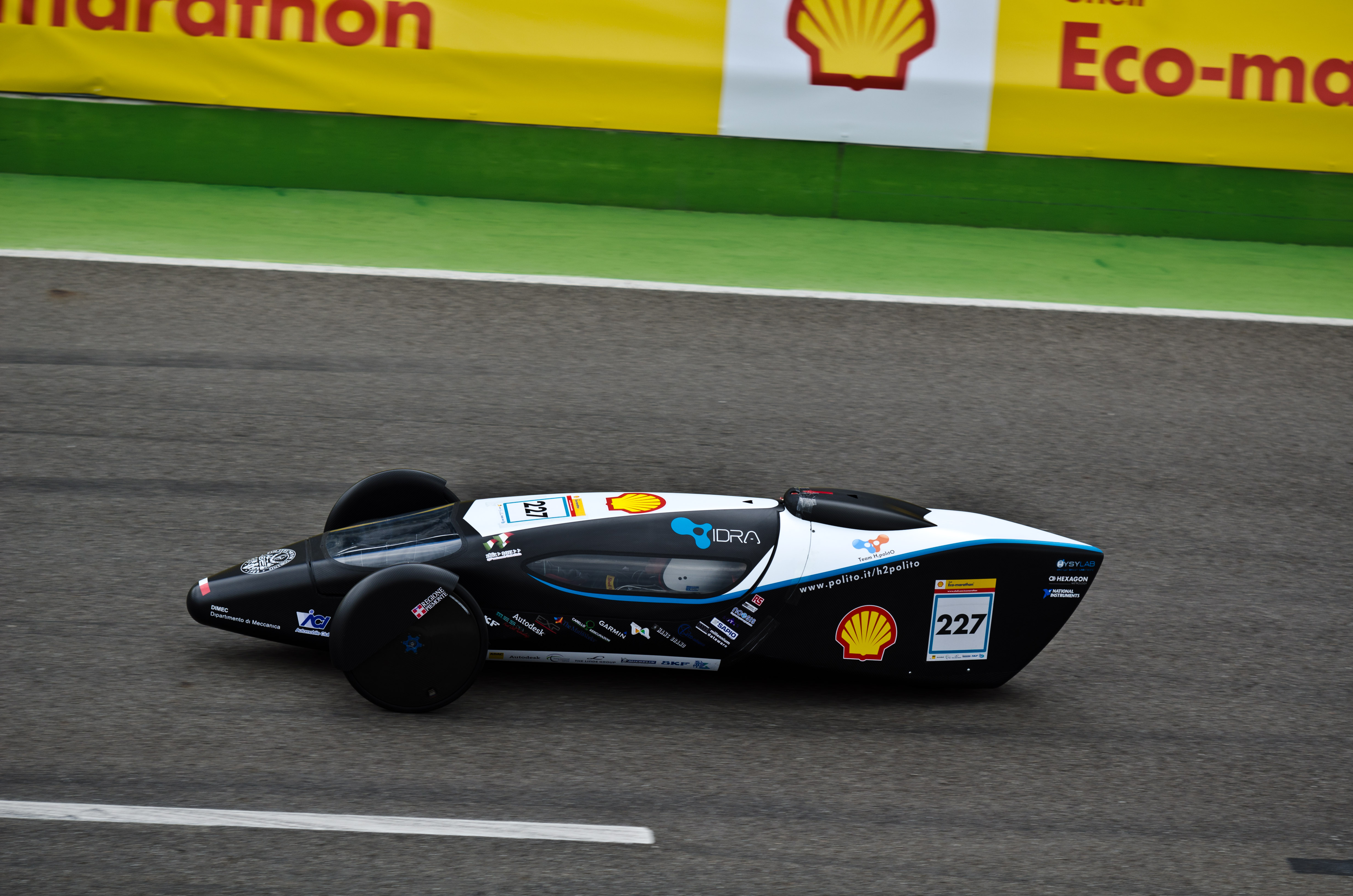
Idra

シェル エコマラソンは、毎年シェルの後援によって開催される可能な限り燃費を向上させた自動車によって競われる競技である。エコマラソンはヨーロッパを中心にアメリカ、アジア等、世界各地で開催される。参加者達は愛好家、大学生、自動車会社の社員など、さまざまである。

## 歴史
1939年にアメリカのイリノイ州のウッドリバーの研究所のシェルの科学者のグループが彼らの所有する自動車で1ガロンでどこまで遠くまで走行できるか試した事に端を発する。その時の優勝者は21.12 km/L (59.7 mpg-imp; 49.7 mpg-US)だった。回を重ねるにつれ、大幅に記録は伸びた。
- 1949年に1947年式 Studebaker で149.95 MPG
- 1968年に1959年式 Fiat 600で244.35 MPG
- 1973年に1959式 Opelで376.59 MPG

世界記録はフランスのチームが2003年に樹立したMicrojouleと呼ばれる車両で10,705 mpg-imp (0.02639 L/100 km; 8,914 mpg-US)だった。現在の記録は2005年のPAC-Car IIによる12,665 mpg-US (0.018572 L/100 km; 15,210 mpg-imp)である。ディーゼルによる世界記録はUniversitat Politècnica de Valencia (スペインのバレンシアポリテクニク大学)による2010年度の1396.8 km/リットルである。対照的に最も高効率のディーゼル乗用車は60 mpg-US (4 L/100 km; 72 mpg-imp)で高出力のスポーツカーでは8 mpg-US (29 L/100 km; 10 mpg-imp)である。
現在のヨーロッパのシェル・エコマラソンでの記録は内燃機関での参加者では2004年にフランスのLycée La Joliverie によるリットル毎に換算すると走行距離3,410 kmだった。燃料電池を使用した試作車両では効率が大幅に向上した。2005年の水素燃料の車両スイスのETH チューリッヒ チームはリットル毎に換算すると走行距離3,836 kmになった。この換算はパリからモスクワの距離に相当する。

## イベント
エコマラソンは燃料電池、太陽電池、ガソリン、ディーゼル燃料、液化石油ガスを使用するエネルギー源に応じて異なるクラスで競われる。競技中、車両は平均速度を15 mph (23 km/h)に維持して10 マイル (16 km)以上走行することが義務付けられる。コースは通常は自動車競技に使用されるサーキットまたは閉鎖された公道が使用される。燃料は競技の開始前後に主催社によって計測される。差から車両の平均的な燃料消費が算出される。太陽光動力の車両は燃料効率の大賞の受賞対象ではない。

## 参加者達
高効率に主眼を置いて車両は設計される。いくつかの車両は惰性走行/エンジン燃焼技術で速度を10から20 mph (16から32 km/h)に加速して速度が10 mph (16 km/h)に下がるまでエンジンを停止して惰性で走行する。この行程を繰り返す事で平均速度を15 mphに維持する。典型的な車両は:
- 空気抵抗係数 (Cd) 0.1未満
- 転がり抵抗係数 0.0015未満
- 運転者を含まない重量は45 kg未満
- エンジン効率は 200 比燃料消費率 (cc/bhp/hr) 未満

車両は専用でイベントに最適化されていて日常の使用には適さない。設計は現在の技術で実現可能で減少し続ける石油、埋蔵量のために環境への影響を最小限に抑え、未来の自動車の設計を垣間見る事ができる。製造会社の社員は再設計して自社製品の設計に利用可能である。